# Grantræet (Der var engang...)
Grantræet er en tegnefilm i serien Der var engang... (eng. titel The Fairytaler), der blev udsendt i forbindelse med H.C. Andersens 200 års fødselsdag i 2005.
Danske Stemmer:
- H.C. Andersen	Henrik Koefoed
- Grantræet Nikolaj Lie Kaas
- Grantræet som barn Andreas Jessen
- Grantante Pauline Rehne
- Granonkel Stig Hoffmeyer
- Stork Nicolaj Kopernikus
- Sky Lars Thiesgaard
- Pige Mathilde Kjær Hansen
- Drenge Sofus Addington

Øvrige stemmer:
- Silas Addington
- Michael Elo
- Thure Lindhardt
- Timm Mehrens
- Puk Scharbau
- Daniel Vognstrup
- Mette Marckmann
- Birgitte Raaberg

Bagom:
- Instruktør: Jørgen Lerdam
- Original musik af: Gregory Magee
- Hovedforfatter: Gareth Williams
- Manuskriptredaktører: Linda O' Sullivan, Cecilie Olrik
- Oversættelse: Jakob Eriksen
- Lydstudie: Nordisk Film Audio
- Stemmeinstruktør: Steffen Addington
- Animation produceret af: A. Film A/S
- Animationsstudie: Wang Film Production

En co-produktion mellem
Egmont Imagination, A. Film & Magma Film
I samarbejde med:
Super RTL & DR TV